# Louis de Husson
Louis de Husson, né vers 1503 et  mort en 1537 à Avignon, est un évêque de Poitiers français du XVIe siècle. 
Il est également comte de Tonnerre à partir de 1524.

## Famille
Il est fils de Louis III de Husson (~1474 - 1508), comte de Tonnerre, et de Françoise de Rohan et est un neveu de Claude de Husson, évêque de Poitiers. 

## Biographie
Louis de Husson succède à son oncle Claude, comme évêque de Poitiers en 1521. 
En 1524 il devient comte de Tonnerre à la suite du décès de son oncle paternel Claude de Husson, qui avait pris la succession du titre à la mort de Louis III de Husson. En 1531 François II de Dinteville évêque d'Auxerre, envoyé en ambassade à Rome par François, intercède en sa faveur auprès du pape et obtient pour lui l'autorisation de se marier afin de soutenir sa famille.
Il se démet en faveur du cardinal Gabriel de Gramont en 1532. Il est tué devant Avignon en 1537. Le comté de Tonnerre passe alors à sa tante Anne, dame de Clermont Tallart.